# Danail Petrov
Pour les articles homonymes, voir Petrov.
Danail Andonov Petrov (en bulgare : Даниел Андонов Петров), né le 5 février 1978 à Kazanlak est un coureur cycliste bulgare.
Il ne doit pas être confondu avec son compatriote, également cycliste, Daniel Petrov Bogomilov.

## Palmarès
- 1998
  - 3e étape du Tour de Turquie
- 2001
  - 3e du championnat de Bulgarie sur route
- 2002
  - 4e étape du Grande Prémio do Minho
  - 10e étape du Tour du Portugal
- 2004
  - Tour de l'Alentejo :
    - Classement général
    - 3e étape

  - 1re étape du Trophée Joaquim Agostinho
  - 3e du Trophée Joaquim Agostinho
  - 3e du championnat de Bulgarie sur route
- 2005
  - 3e étape du Trophée Joaquim Agostinho
  - 3e du Trophée Joaquim Agostinho
- 2006
  - Trophée Joaquim Agostinho :
    - Classement général
    - 3e étape

  - 2e étape du Tour de Bulgarie
  - 2e du championnat de Bulgarie sur route
- 2008
  - 3e étape du GP Internacional CTT Correios de Portugal
  - 1re étape du Trophée Joaquim Agostinho
  - 6ea et 7e étapes du Tour de Bulgarie
  - 2e du Tour de Bulgarie
- 2009
  - 2e du GP Internacional CTT Correios de Portugal
- 2010
  -  Champion de Bulgarie sur route
- 2011
  -  Champion de Bulgarie sur route
  - 3e étape du Tour of Isparta
  - 3e du Tour de Trakya
- 2012
  -  Champion de Bulgarie sur route
  - 2e du Tour de Turquie[3]
- 2013
  -  Champion de Bulgarie sur route

## Résultats sur les grands tours

### Tour d'Espagne
- 2012 : 168e

## Classements mondiaux
| Année            | 2007 | 2008 | 2009 | 2010 | 2011 | 2012 | 2013 |
| ---------------- | ---- | ---- | ---- | ---- | ---- | ---- | ---- |
| UCI Africa Tour  |      |      |      |      | 116e |      |      |
| UCI America Tour |      |      |      | 337e |      |      |      |
| UCI Europe Tour  | 126e | 114e | 171e | 216e | 141e | 151e | 125e |